# Григоренко, Игорь Владимирович
И́горь Влади́мирович Григоре́нко (9 апреля 1983, Тольятти) — российский хоккеист, нападающий. Воспитанник тольяттинского хоккея. Чемпион России и обладатель кубка Гагарина. Обладатель золотого шлема 2003 и 2011 годов. Член партии «Единая Россия». С 2020 по 2022 года работал вице-президентом футзальной команды «Динамо Самара». Советник генерального директора хоккейного клуба «Лада».

## Карьера
Профессиональную карьеру начал в 2000 году в составе клуба высшей лиги самарском ЦСК ВВС, отыграв до этого пару сезонов за родную тольяттинскую «Ладу». В следующем году Игорь дебютировал в Суперлиге в основном составе тольяттинцев. В том же году на драфте НХЛ он был выбран во 2 раунде под общим 62 номером клубом «Детройт Ред Уингз».
16 мая 2003 года, спустя 9 дней после окончания мирового первенства, в котором он принимал участие, попал в аварию, результатом которой стали перелом левой бедренной кости и двойной перелом лодыжки. Кроме того, некоторое время спустя после аварии, у Григоренко начались осложнения, которые могли вызвать фатальную эмболию на левом лёгком.
У него был десятипроцентный шанс на то, чтобы остаться в живых, и он им воспользовался. Он чувствует себя хорошо. Он сказал мне: «Марк, поверь мне, я вернусь в хоккей. И я буду играть за «Детройт».Марк Лапуш, агент Игоря
Григоренко вернулся в хоккей в декабре 2003 года. Сначала он играл за тольяттинский фарм-клуб, затем выступал за «основу» в плей-офф. В середине сезона 2004/05, во время локаута в НХЛ, принял решение о переходе в уфимский «Салават Юлаев». Следующий сезон провёл в череповецкой «Северстали», где окончательно набрал свою прежнюю форму, став лучшим бомбардиром «сталеваров».
После сезона 2006/07, когда Григоренко вернулся в «Ладу», он отправился в Северную Америку, где надеялся закрепиться в НХЛ. Однако после 5 матчей, проведённых в составе клуба АХЛ «Гранд-Рапидс Гриффинс», вернулся в Россию, продолжив выступления в «Салавате Юлаеве». В марте 2012 года продлил контракт ещё на два сезона. 10 октября 2012 года был обменян в ЦСКА на Дениса Паршина. 28 мая 2015 года вернулся в уфимский клуб, подписав двухлетнее соглашение.

### В сборной
В составе сборной России Игорь Григоренко дважды становился чемпионом мира среди молодёжи. Обладатель золотой медали юниорского чемпионата мира. На уровне взрослых сборных дважды принимал участие в чемпионатах мира (в 2003 году в Финляндии и 2006 году в Латвии). Также на его счету выступления за сборную России на этапах Еврохоккейтура.

## Достижения
- Чемпион мира среди молодёжи: 2002, 2003
- Чемпион мира среди юниоров: 2001
- Лучший бомбардир, лучший нападающий и член символической сборной чемпионата мира среди молодёжи 2003
- Чемпион России: [[Чемпионат России по хоккею с шайбой 2007/2008|2011]2015], 2011
- Обладатель Кубка Гагарина: 2011
- Обладатель «Золотого шлема»: 2003,2011
- Финалист Кубка Шпенглера: 2013
- Участник матча звёзд КХЛ: 2015

## Статистика
| Легенда | Легенда                    | Легенда | Легенда                   | Легенда | Легенда    |
| ------- | -------------------------- | ------- | ------------------------- | ------- | ---------- |
| И       | Количество проведённых игр | Штр     | Штрафное время            | +/−     | Плюс-минус |
| Г       | Голы                       | П       | Голевые передачи          | О       | Очки       |
| -       | Статистика неизвестна      | —       | Статистика не учитывалась |         |            |

## Личная жизнь
Жена Анжела. 30 октября 2011 года родился сын Мирон. Второй сын Анри.